# Alma Vivoda
Alma Vivoda je bila italijanska partizanka slovenskega porekla, * 23. januar 1911, Čampore, † 28. junij, 1943, Trst. 

## Življenje in delo
Alma, v matičnih knjigah Amabile, se je rodila kot hči Antonia Vivode in Anne Crevatin. Obiskovala je le osnovno šolo. Bila je nadarjena, oče jo je seznanil z mednarodnimi socialnimi idejami in pridružila se je antifašističnemu gibanju. Vstopila je v celico Rdeče pomoči pri Komunistični partiji. Leta 1931 se je poročila s komunistom Lucianom Santaleso in se popolnoma posvetila ilegalnemu oboroženemu boju za svobodo. Sina Sergia je dala v zavod v Videm. V Miljah je skupaj z očetom in možem vodila restavracijo La Tappa, kjer so se na skrivaj dobivali antifašistični aktivisti iz Milj, Trsta in Istre. Urejala je tipkopisno glasilo La nuova donna. Lokal je policija marca 1940 zaprla in Almo nadzorovala. Med drugo svetovno vojno se je leta 1942 povezala z OF in s partizani na Krasu in v Istri. Bila je v stiku s komunističnim voditeljem iz Milj Giovannijem Postogno. Postala je ena od voditeljic organizacije Donne Antifasciste. 1943 se je z ilegalnim imenom Maria pridružila odporu zoper nacistično okupacijo Italije. Policija je na njeno glavo razpisala nagrado 10.000 lir. Moža so zaprli, Alma je organizirala njegov pobeg iz bolnice. Prišel je do partizanskih enot v Istri, vendar je že po nekaj mesecih umrl. Nekaj dni pozneje jo je med akcijo na ulici Rotonda del Boschetto v Trstu prepoznal in v glavo ustrelil karabinjer, ki je obiskoval njeno restavracijo in se pretvarjal, da je njen prijatelj. Hudo ranjena je umrla v bolnici.

## Poimenovanja
Po njej se je poimenoval bataljon prostovoljcev in slovenskih, italijanskih in ruskih borcev iz 9. korpusa kot del 14. udarne brigade Garibaldi Trieste, ki je bil ustanovljen 2. maja 1944. Bataljon Alma Vivoda je imel široko avtonomijo in je deloval na območju Trsta in Goriške v letih 1944–1945; spomenik padlim garibaldincem so postavili leta 1959 pri Kućibregu. Leta 1952 (v času svobodnega tržaškega ozemlja) se je po njej imenovalo prosvetno društvo v Čamporah. V Piranu, Izoli in Čamporah imajo ulico Alma Vivoda, v Kopru pa dvoje turističnih objektov s tem imenom. 

## Obeležja
- spomenik pri Svetem Ivanu v Trstu, postavljen leta 1971. Geopedija.[1]
- nagrobnik na grobišču v Miljah. Geopedija.
- ustanovitev bataljona Alma Vivoda, Socerb. Geopedija.